# Cati Piera i Fina
Cati Piera i Fina (Palafrugell, 9 de febrer del 1962) és una política catalana.
L'any 1983 va ser cofundadora juntament amb Carles Solés i Plaja del Grup Teatral Tramoia de Palafrugell en el qual va participar com a actriu amateur al llarg de 15 anys sota la direcció de Lluís Molinas.
L'any 1991 va començar a treballar al món de la banca (Banesto) i l'any 1992 va iniciar la militància al partit CDC a nivell local, comarcal i provincial. La seva actuació política s'ha portat a terme en l'Ajuntament de Palafrugell, en el Consell Comarcal i en el partit CDC a nivell local, comarcal i provincial.
En les eleccions municipals de 1995 es va presentar en la tercera posició la llista de CiU, liderada per Frederic Suñer. Va ser designada com a segona tinent d'alcalde i regidora de Cultura, Ensenyament i Joventut. Després d'un canvi de govern el 1998, Cati Piera va ser nomenada primera tinent d'alcalde i afegia l'Àrea de Règim Interior a les seves competències. Entre 1999 i 2003 va tornar a ser nomenada segona tinent d'alcalde i regidora de Cultura i Turisme.
Al llarg dels vuit anys que va formar part del govern de l'Ajuntament va treballar per a la construcció i consolidació de diferents infraestructures culturals com el Teatre, la de Biblioteca, el nou Arxiu, el nou Museu del Suro, la construcció d'una nau de carrossaires, etc. També en la dinamització cultural: exposicions artístiques, programacions estables de teatre professional, presentacions de llibres, concerts, etc.
Va ser reconeguda com a Palafrugellenca de l'any, el 1999; el maig s'havia inaugurat el Teatre Municipal de Palafrugell, i se li reconeixia la feina feta per aconseguir aquest equipament.
Com a regidora de l'Ajuntament i com a consellera del Consell Comarcal del Baix Empordà (des de 1999), va ocupar els càrrecs de presidenta del Patronat de la Fundació de l'Orquestra de Cambra de l'Empordà (1999-2003); de vicepresidenta del Patronat del Museu del Suro de Palafrugell (època en què es va iniciar la Festa de la Pela del Suro a Llofriu); de vicepresidenta del Patronat Municipal de Turisme de Palafrugell (època en què es van iniciar els Festivals i Concerts als Jardins de Cap Roig); i de secretària-tresorera de la Fundació Josep Pla, formant part del Comitè d'Honor de l'Any Pla el 1997.
Va formar part dels comitès executius local i comarcal de CDC i del secretariat.